# テルセイラ島

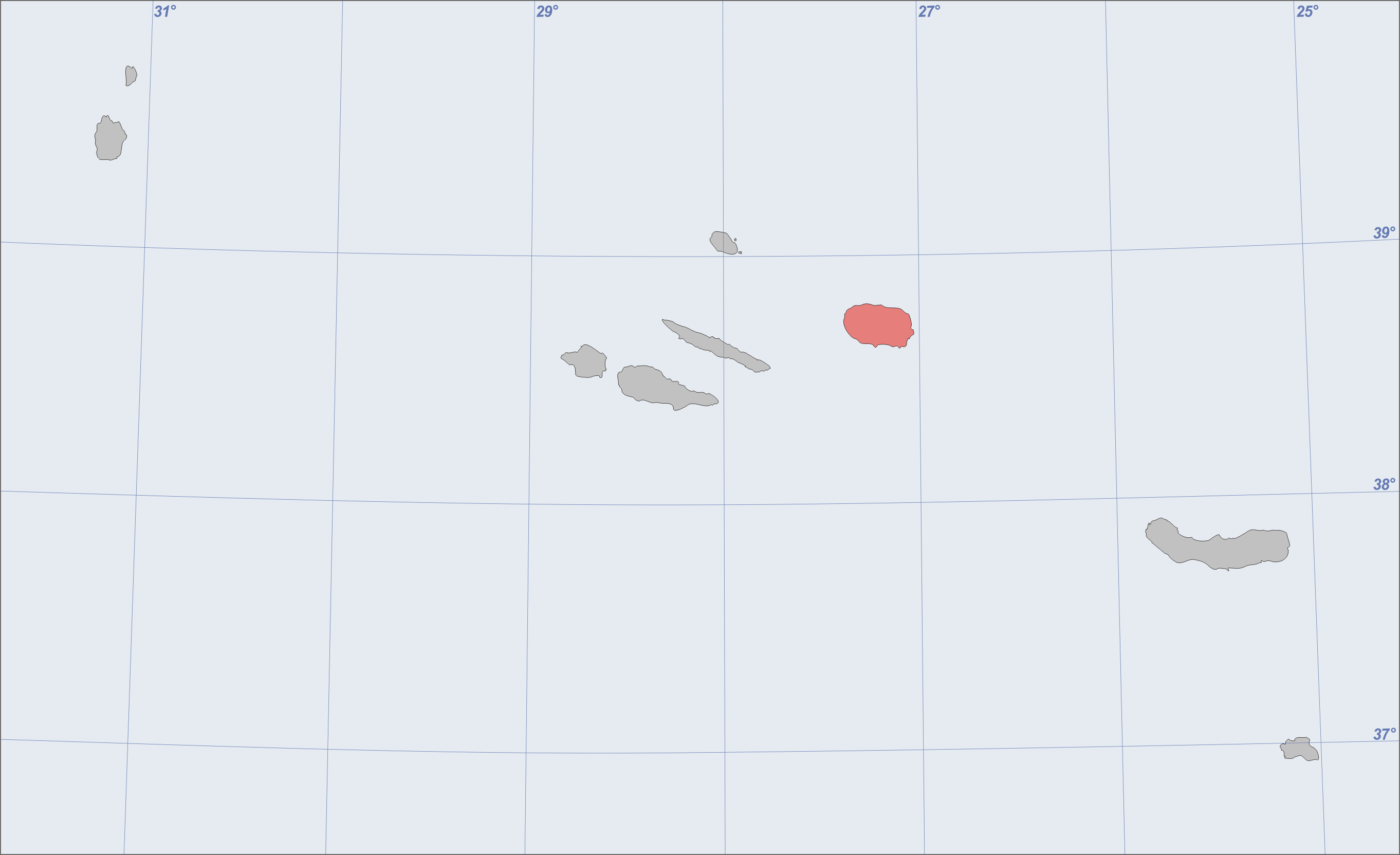
テルセイラ島の位置

テルセイラ島 (Terceira) は大西洋上のアゾレス諸島の島、ポルトガル領。島の人口はかつて5万9千人ほどであったが、現在は 55,833 人。面積は396.75km2でアゾレス諸島中第3の大きさをもつ。火山島であり、島の最大海抜はセッラ・デ・サンタバールバラ山の 1023 m。 セッラ・デ・サンタバールバラ山は成層火山で、最近の噴火は2000年。
主な街はアングラ・ド・エロイズモおよびその西に隣接するプライア・ダ・ヴィトリア。最大の街であるアングラ・ド・エロイズモは、かつてはアゾレス諸島の首都であった。中心部には大聖堂をはじめ18世紀までに築かれた歴史的景観が残り、世界遺産に登録されている。現在もアゾレス地域圏の司法上の中心がおかれる。
主な産業はパイナップル栽培を中心とする農業。

## 地理
アゾレス諸島の中部群島を構成する。島は東西に 29km、南北に 18kmの幅をもつ。美しい景観で知られる。島の西部は緑に富み、農業が盛ん。北部はセッラ・デ・サンタバールバラ山を中心とする火山地帯である。島南部のアングラ・ド・エロイズモには港と空港があり、オルタおよびポンタ・デルガダへの定期便がある。
マカロネシア地域の照葉樹林、アゾレスネズミサシとミズゴケの群落が多い島中央の高原にはフルナス・ド・エンジョフレという間欠泉があり、アルガル・ド・カルヴァンという地下湖とケイ酸塩の鍾乳石のある火山性の洞窟もある。島にはモリバト（亜種のColumba palumbus azorica）、ズアオアトリ（亜種のFringilla coelebs moreletti）、キセキレイ（亜種のMotacilla cinerea patriciae）、タシギ、アゾレスヤマコウモリ、ヨーロッパウナギなどが生息しており、中央の高原と東海岸のプライア・ダ・ヴィトリア付近の沼地はラムサール条約登録地である。

## 歴史
当初はブラジル島と名付けられた。最古の言及は1436年のヴェネツィア製の地図にみられ、"I. de Brazi" として登場する。ヨーロッパ中世の伝説の島ブラジルと同一視されたことがあるが、名前の由来はこの伝説の島ではなく、スオウノキのポルトガル名ブラジル（赤い木の意）によるものとされる。入植が進むにつれ、テルセイラ島と改名された。ブラジルの名は現在もアングラ・ド・エロイズモに隣接するブラジル山に残る。
アングラ・ド・エロイズモにはアゾレス諸島の首府がおかれ、海軍の拠点として軍隊が駐留し、カトリック教会の司教座がおかれた。ポルトガル内戦においては、1830年から1833年まで、マリア2世の宮廷所在地となった。
1892年以降1906年まで、アゾレス諸島は三つの行政区に分割され、テルセイラ島は、サンジョルジェ島、グラシオーサ島とともにアングラ行政区に編入された。首府はアングラ・ド・エロイズモにおかれた。
のちにアゾレス諸島全体がひとつの行政区に再編されると、アングラ・ド・エロイズモはその司法上の中心となった。

## 交通
アングラ・ド・エロイズモの港は、現在はもっぱら地方の交通にのみ用いられているが、かつては大西洋上の中継地として重要な戦略拠点であった。現在もアングラ・ド・エロイズモには海軍軍司令部、海軍学校、米軍基地などの軍施設がおかれている。米軍基地はしばしば欧米首脳の会談地として登場する。

### 空港
- ラジェス空港